# 冒號 (數學)
冒號（colon）是一個垂直兩點的符號（{\displaystyle :}）。在數學中，冒號被用來表示一個比例，或者做為函數映射表示式、或是集合建構式的一部分。

## 比例
例如，{\displaystyle 16:9} 是一個通用的影像長寬比。

莱布尼茨於 1684 年在 Acta Eruditorum 期刊所發表的論文中，首次使用冒號來表示除法，{\displaystyle x:y} 亦即 {\displaystyle {\frac {x}{y}}} 的另一種寫法；這個符號在歐洲大陸流行起來，被用來表示除法與比例，英語系國家則使用除號來表示除法。到了現代，比例和除法分別用冒號和除號表示。

## 函數映射表示式
例如，{\displaystyle f\colon X\rightarrow Y} 表示函數 {\displaystyle f} 是從 {\displaystyle X} 到 {\displaystyle Y} 的一個映射。

Oystein Ore 於 1936 年使用箭號來表示某元素的像，Witold Hurewicz 於 1940 年給出現在所使用的格式來表示函數的映射。

## 集合建構式
一個集合的元素可以是用某種公式或條件所產生，這時候可以用集合建構式來表示，例如：
- 正整數集合可用下列建構式表示：
  - {\displaystyle \{x:x}是大於 0 的整數 {\displaystyle \}}
  - {\displaystyle \{x:x>0\land x\in \mathbb {Z} \}}

在這裡，冒號的意思是「使得（such that）」。